# Aloe forbesii
Aloe forbesii é uma espécie de liliopsida do gênero Aloe, pertencente à família Asphodelaceae.